# کسپر سونه‌گا
کسپر سونه‌گا (دانمارکی: Kasper Søndergaard؛ زادهٔ ۹ ژوئن ۱۹۸۱) بازیکن هندبال اهل دانمارک بود.